# Haustellum wilsoni
Haustellum wilsoni is een slakkensoort uit de familie van de Muricidae. De wetenschappelijke naam van de soort is voor het eerst geldig gepubliceerd in 1971 door D'Attilio & Old.